# Primrose Hill

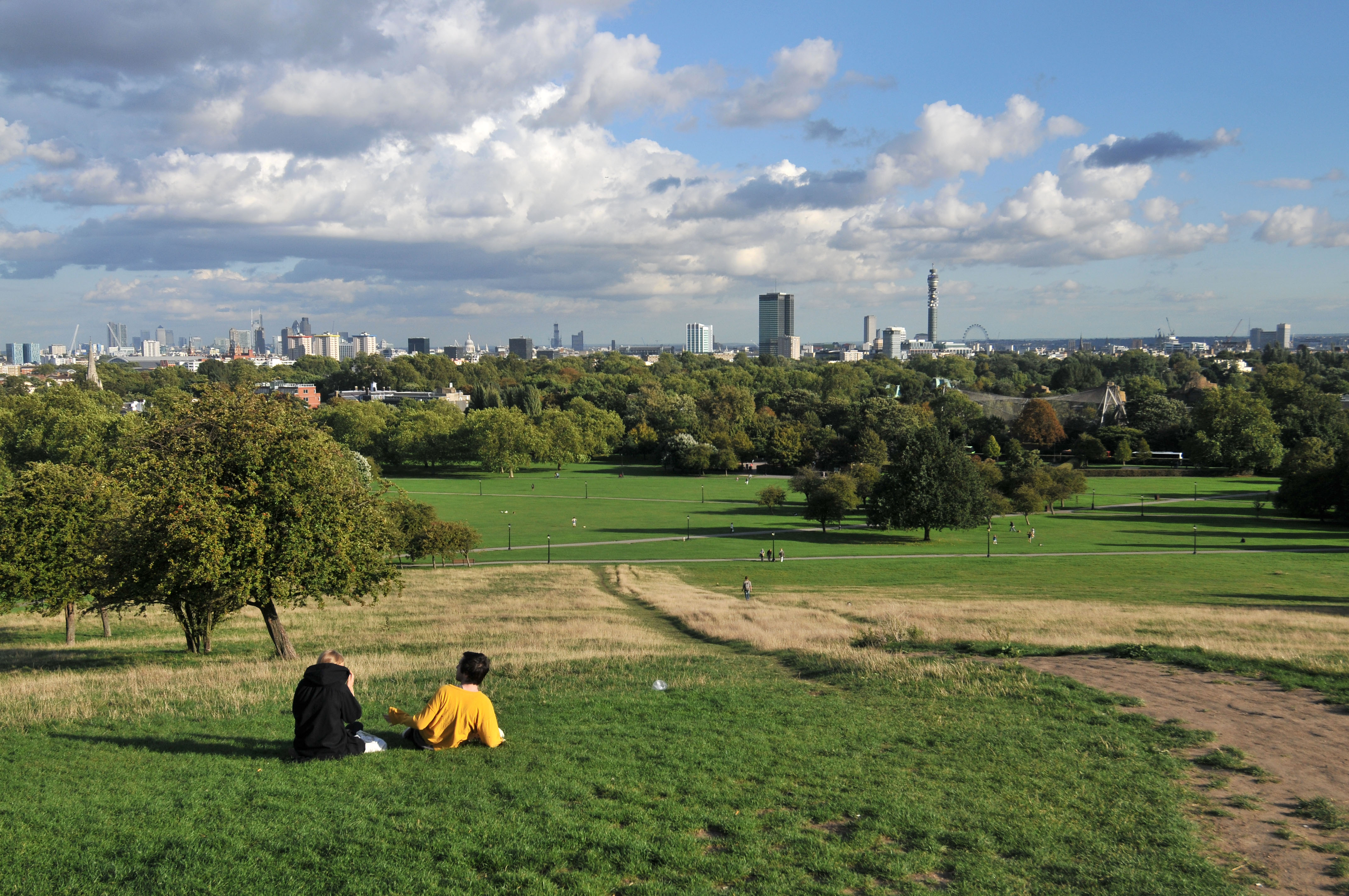
Blick vom Primrose Hill (2010)

Primrose Hill ist ein 78 Meter hoher Hügel auf der Nordseite des Regent’s Park in London und auch der Name für die umliegenden Viertel.

## Geographie
Vom Hügel hat man einen ungestörten Blick auf die Londoner Innenstadt im Südosten sowie im Norden auf den Belsize Park und Hampstead Heath. Primrose Hill ist Teil des Londoner Bezirks Camden.

## Geschichte
Wie der Regent’s Park war Primrose Hill einmal Teil des Jagdgebiets von König Heinrich VIII. Im Jahre 1842 sicherte ein Gesetz des Parlaments das Land als öffentlichen Raum.
Teile des bebauten Gebietes von Primrose Hill bestehen hauptsächlich aus Häusern aus viktorianischer Zeit, sogenannten terraces. Primrose Hill war schon immer einer der elegantesten Stadtteile im städtischen Gürtel, der zwischen dem Kern von London und den Vororten liegt und deren Bewohner dafür bekannt sind, dass sie wohlhabend sind. Primrose Hill ist ein archetypisches Beispiel für ein erfolgreiches Londoner Stadt-Dorf, ein London village, aufgrund seiner Lage und der Qualität seiner sozio-historischen Entwicklung.
Im Oktober 1678 war Primrose Hill der Schauplatz des mysteriösen Mordes an Edmund Berry Godfrey. 1792 organisierte hier der radikale Unitarier, Dichter und Antiquar Iolo Morganwg (Edward Williams) die erste Sitzung des Gorsedd Beirdd Ynys Prydain.

## Verkehr
Das Gebiet von Primrose Hill wird von zwei Linien der Londoner Untergrundbahn angefahren: an der Northern Line liegen die Stationen Belsize Park und Chalk Farm und an der Jubilee Line die Stationen St. John’s Wood und Swiss Cottage.

## Bekannte Bewohner mit Bezug zu dem Stadtviertel

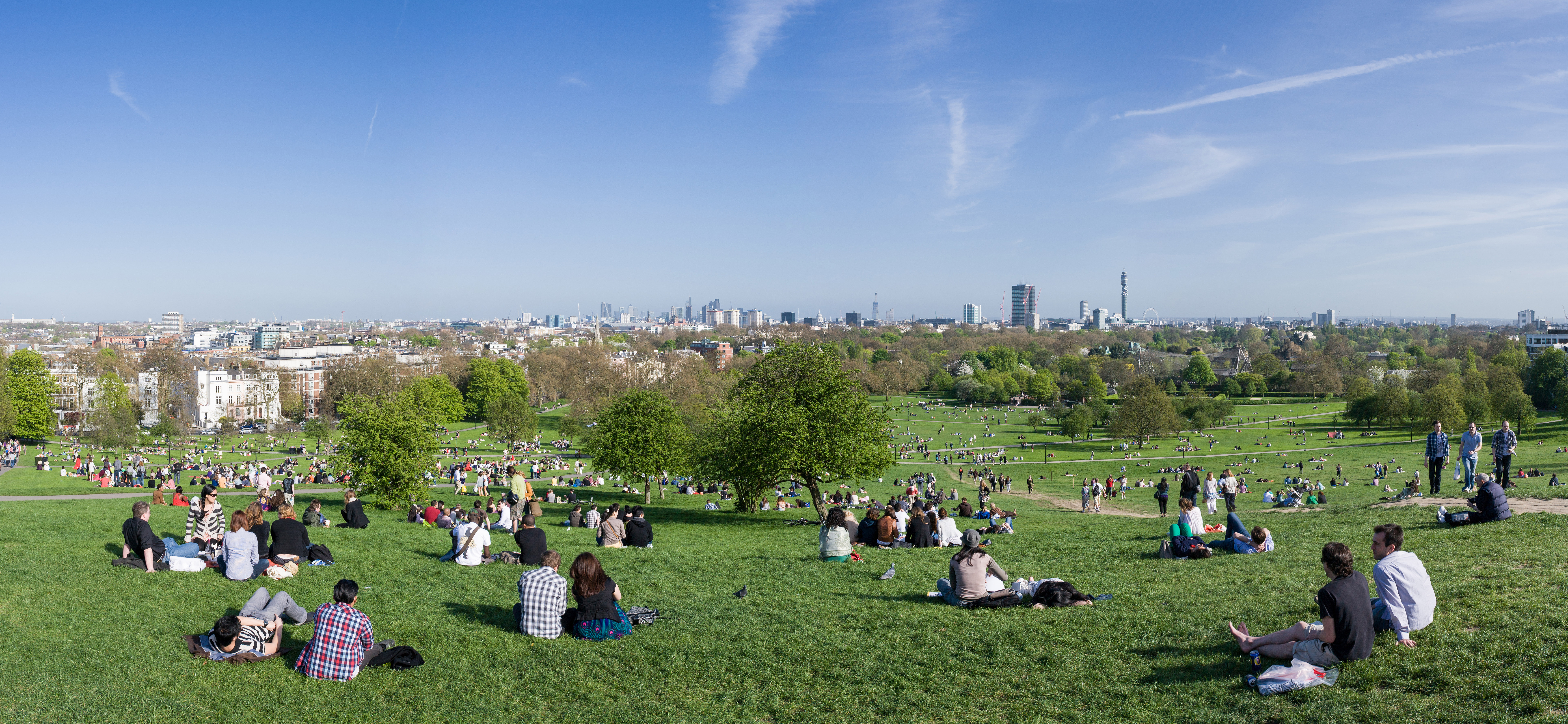
Primrose Hill im Jahre 2011

- Friedrich Engels (1820–1895), deutscher Philosoph, Gesellschaftstheoretiker, Historiker, Journalist
- Martin Shaw (1875–1958), Komponist, speziell von Kirchenmusik
- Sylvia Plath (1932–1963), US-amerikanische Schriftstellerin
- Derek Jacobi (* 1938), englischer Schauspieler
- Noreena Hertz (* 1967), britische Ökonomin
- Tanita Tikaram (* 1969), britische Singer-Songwriterin
- Ewan McGregor (* 1971), schottischer Schauspieler
- Jude Law (* 1972), Schauspieler
- Jonny Lee Miller (* 1972), Schauspieler